# Автопалатка
Автомобильная палатка — специальная палатка, предназначенная для крепления на рейлинги автомобильной крыши посредством специальных устройств. Представляет собой два пластиковых поддона, соединённых между собой прочной водонепроницаемой тканью, зачастую со съёмными, прозрачными окнами из плотного полиэтилена и оборудованными накомарниками. В сложенном во время движения виде представляет собой пластиковый короб размерами около 1,6х2х0,2 метра, не создающих практически никакого сопротивления встречному воздушному потоку во время движения автомобиля. Бокс раскладывается в зависимости от модификации или в параллелепипед, или в треугольный домик. Палатки, разработанные на инсталляцию на крыше, теплее обычных: материя на стенках значительно плотнее, а крыша прекрасно утеплена.
Основным достоинством перед обычной палаткой является простота и быстрота её сборки и разборки, достигаемая за счёт работы небольших пневмомеханизмов, встроенных в конструкцию автопалатки. С их помощью время, затрачиваемое на сборку и разборку, составляет всего лишь несколько секунд, а сам процесс не требует от человека никакой практической подготовки.